# Wallfahrtskirche Maria Hilf (Speiden)

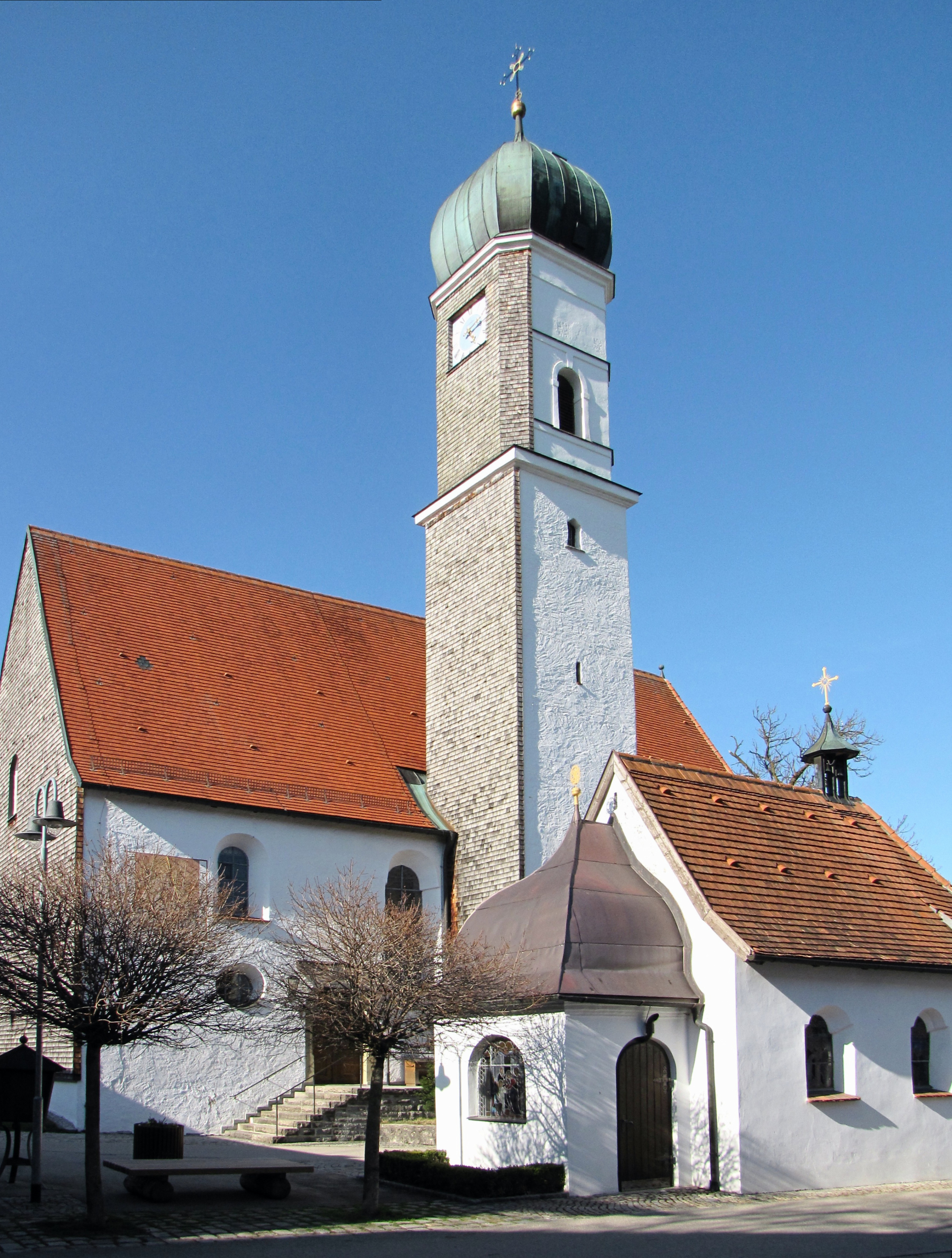
Gnadenkapelle und Wallfahrtskirche Maria Hilf in Speiden

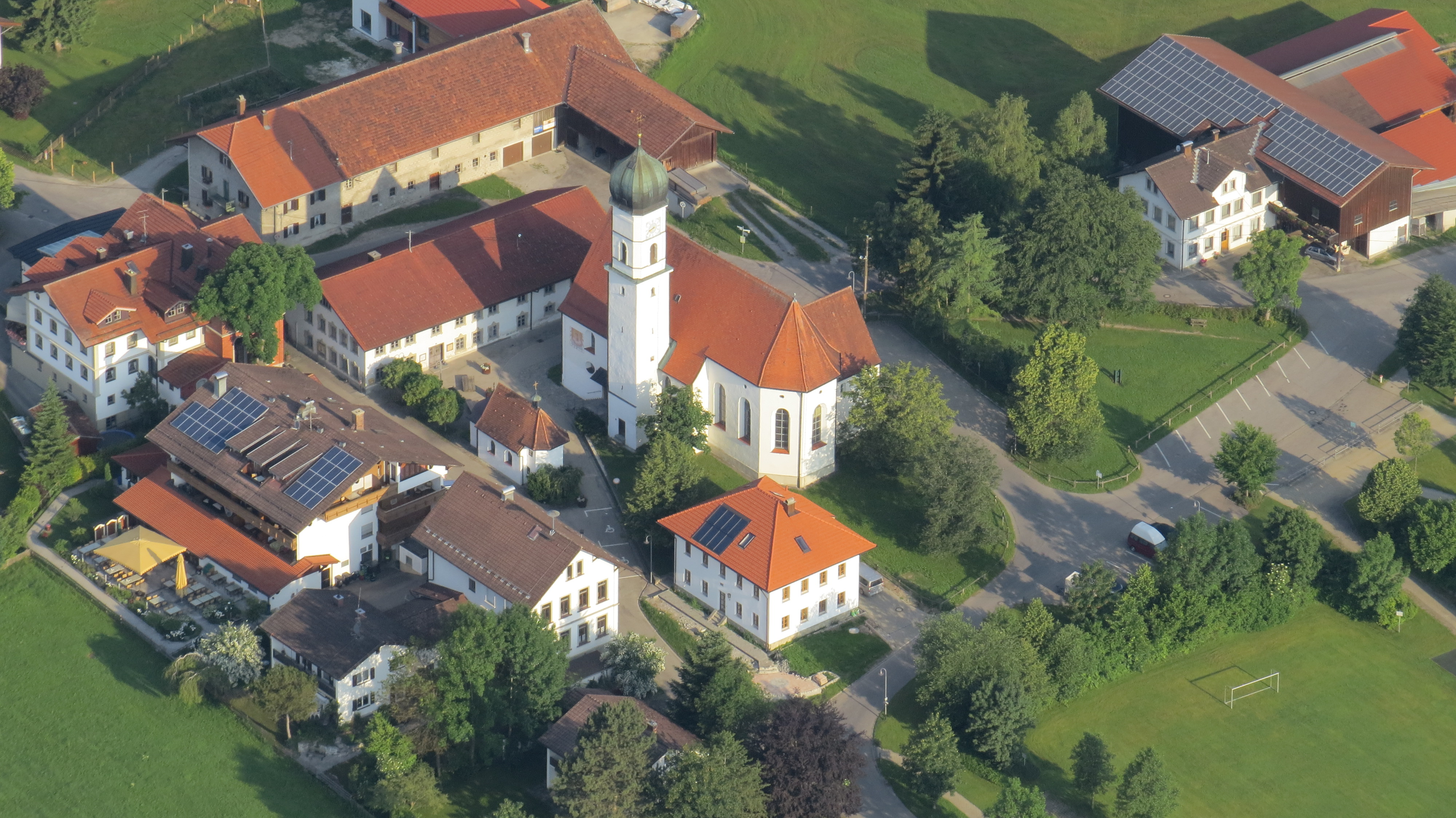
Speiden von Südosten

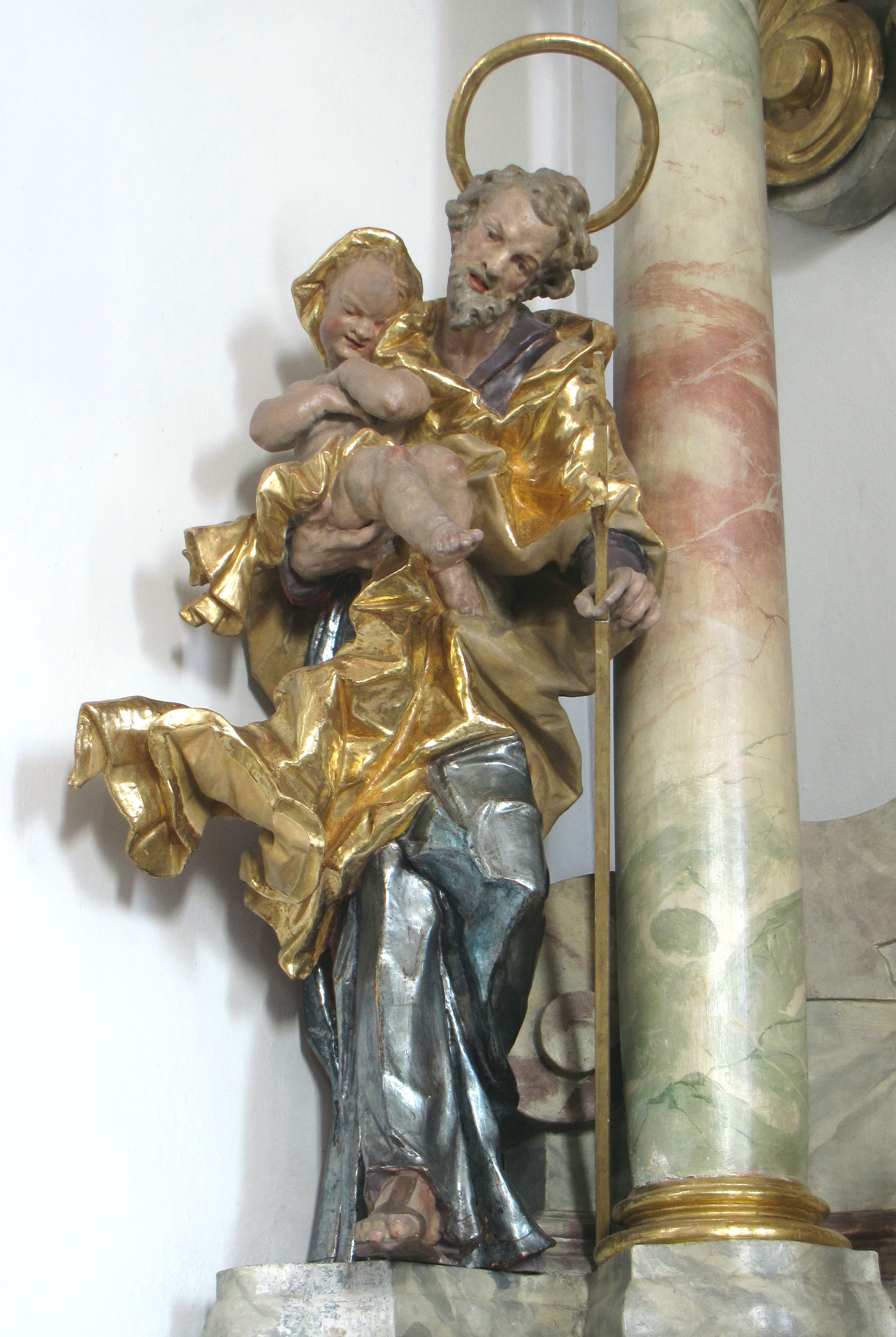
Hl. Joseph von Peter Heel

Andachtsbild von 1736 mit der Gnadenkapelle

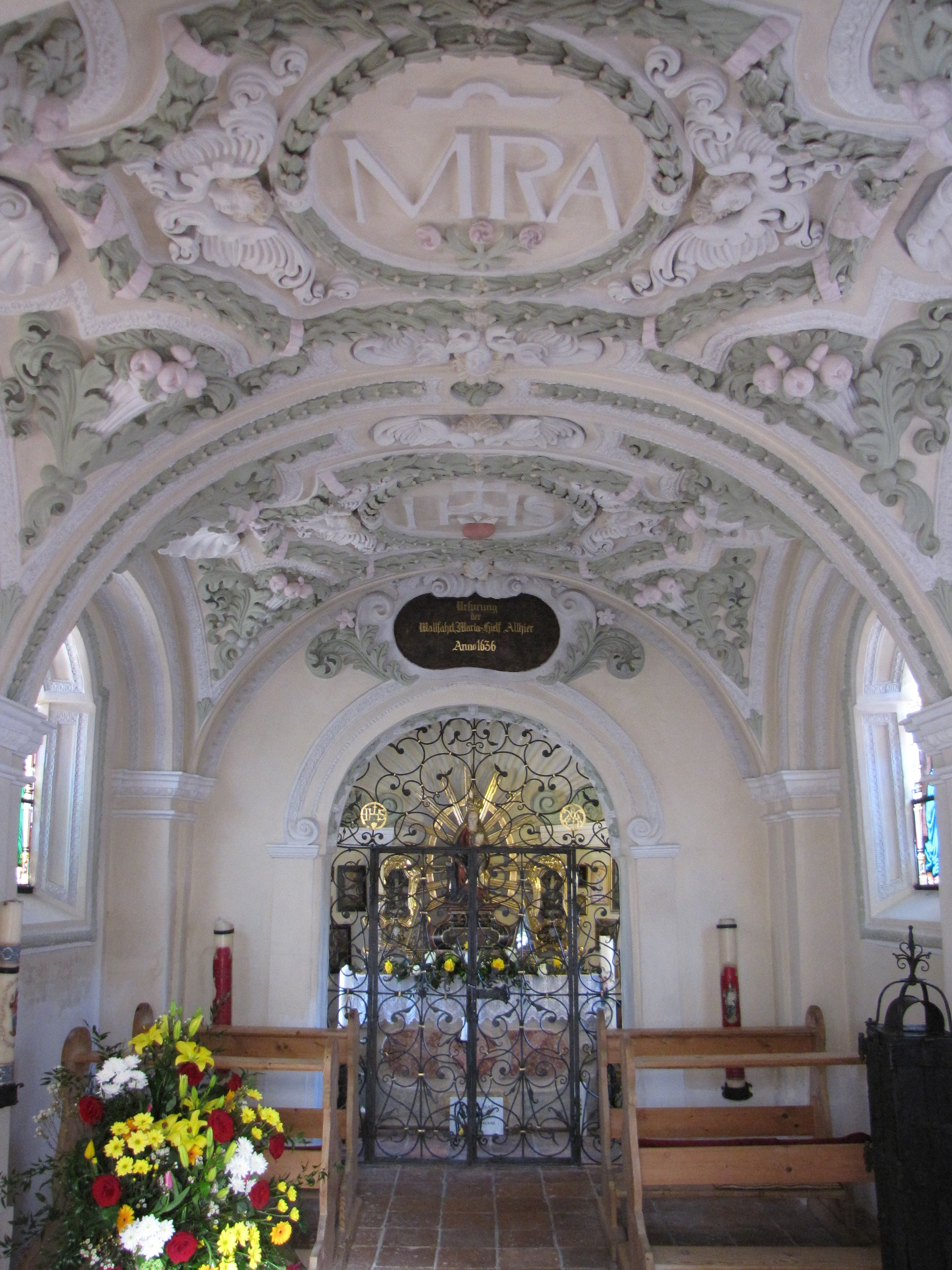
Innenraum der Gnadenkapelle

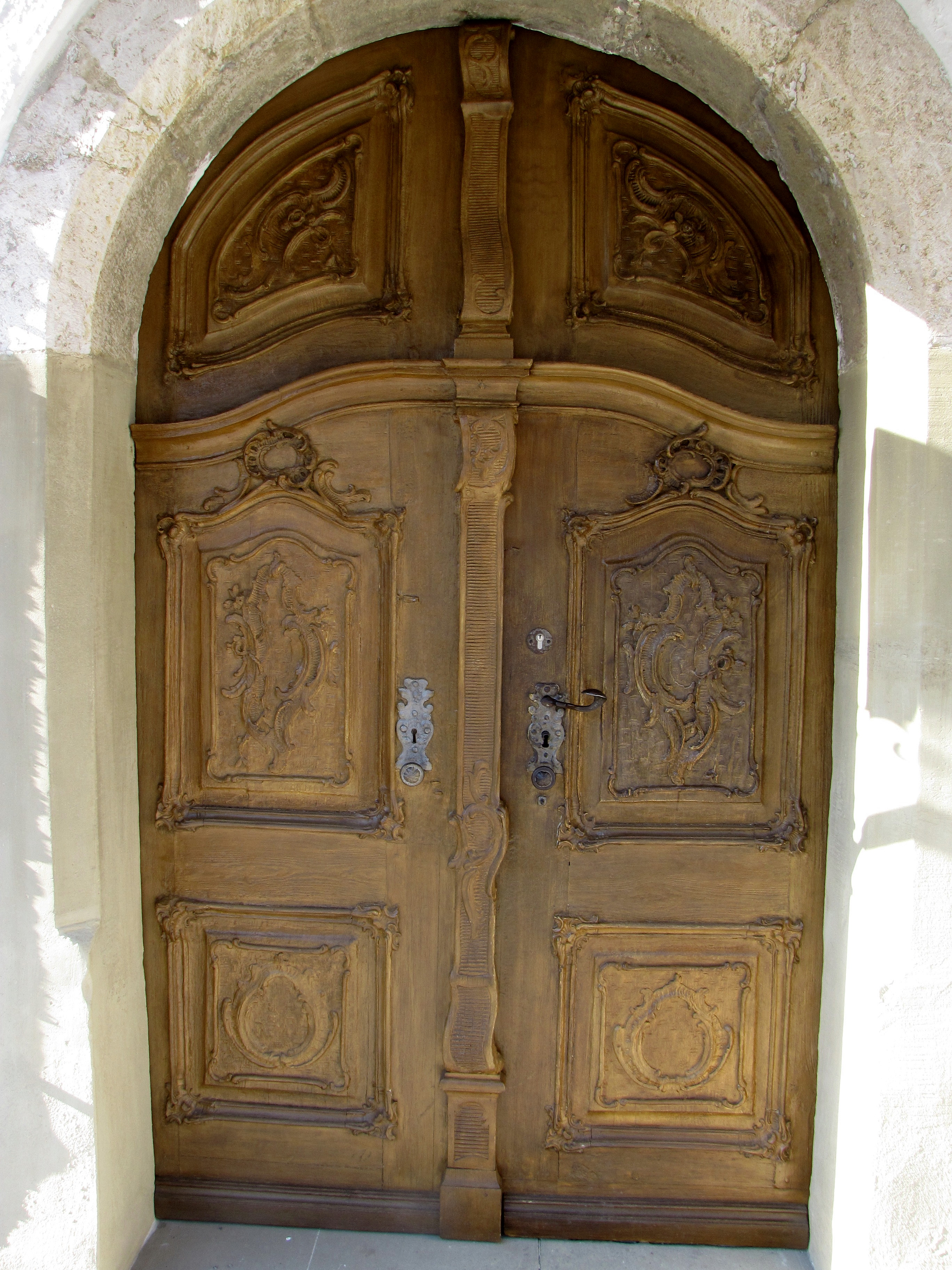
Südliches Portal

Die prächtig ausgestattete Kirche Maria Hilf in Speiden, einem Ortsteil der Gemeinde Eisenberg, ist ein Wallfahrtsort im Ostallgäu. Mit der Wallfahrtskirche Mariahilf bei Passau (1622) zählt Speiden zu den ältesten Maria-Hilf-Wallfahrtsorten.

## Gnadenbild
Nach der Überlieferung führte der Speidener Kleinbauer Christian Steinacher mitten im Dreißigjährigen Krieg beim Füssener Schwanenwirt Maurerarbeiten aus. Dabei entdeckte er auf dem Dachboden eine Figur der Muttergottes, die unbeachtet in einer Ecke stand. Steinacher habe sich das Bildnis erbeten und mit nach Hause genommen.
Die gekrönte Madonna sitzt auf einem Thron und hält das Jesuskind (mit der Weltkugel) im linken Arm. Das Kind ist mit der Mutter nur lose verbunden und zeigt Stilmerkmale des 14. Jahrhunderts, die gotische Madonna solche des frühen 16. und 17. Jahrhunderts.

## Gnadenkapelle
Über die Entstehung der kleinen Gnadenkapelle berichtet die Inschrift auf dem Sockel der Marienfigur. Danach habe Steinacher sein Töchterchen Annele an einem Kreuz vor seinem Haus knien und beten gesehen. Hier seien drei an der Pest gestorbene Soldaten des Regiments Graf von Schlick begraben worden. Auf die Frage, warum sie das tue, habe das Mädchen geantwortet: ach vatter! in abwesen deiner haben mir dise soldaten vill guetes gethan, ia auch bej dem läben erhalten. Daraufhin habe Steinacher zum Dank für die Errettung seines Kindes 1635 eine Kapelle errichtet, in der er seine Madonna aus Füssen zur Verehrung aufstellte.

## Wunderglaube
Das Mirakelbuch berichtet weiter, dass sich schon beim Bau der Kapelle ein Wunder ereignet habe. Damals sei die auf Krücken gehende Maria Welz von Rieden vorbeigekommen und habe gemeint, wenn die Gottesmutter dem Steinacher geholfen habe, werde sie auch ihr helfen können. Und siche, alsbalden ist dises weibs pield erhört worden, ihre ghrade glider erlangt unnd zum wortzeichen ihr kruckhen altort gelassen, nach ihrer andacht ganz ghrad haimb gangen.
Danach folgen weitere 155 Guttaten bis 1657, Nachträge von anderer Hand und verschiedene Einzelheiten aus der Geschichte der Wallfahrt.

## Wallfahrtskirche
Die Wallfahrt nach Speiden muss rasch großen Zulauf erhalten haben, denn die Gnadenkapelle war sehr bald viel zu klein. Mit den reichlich fließenden Opfergeldern entstand zwischen 1644 und 1647 nördlich davon eine „ziemlich große Kirche“.
Auch dieses Gotteshaus war dem Ansturm der Gläubigen nur wenige Jahre gewachsen. Schon 1660 dachte man an einen Erweiterungsbau, in den dann Teile der alten Sakristei und des Turmes integriert wurden. 1678 konnte diese neue Kirche durch den Augsburger Fürstbischof Johann Christoph von Freyberg eingeweiht werden. Der Bau zeigte aber bald Mängel: Das Dach war undicht, die Schlaguhr ruiniert und die Orgel hatte keine Pfeifen. Wegen der damals unsicheren Zeiten dauerte es lange, bis die Kirche in einem ordnungsgemäßen Zustand war.

## Ausstattung
Zum hundertjährigen Jubiläum der Wallfahrt im Jahre 1736 erhielt die Kirche neue Altäre. Der Hauptaltar mit den Statuen des hl. Joachim und des hl. Zacharias, von Peter Heel (1696–1767) gefertigt, ist ein Kleinod des Rokoko, ebenso seine Figuren an den Seitenaltären, die Heiligen Joseph und Johann Evangelist (links) und die Apostel Petrus und Paulus (rechts). Die Seitenaltäre sind ebenfalls von Heel gefertigt. Die Gemälde der Seitenaltäre zeigen Maria mit ihren Eltern (links) und den hl. Johann Nepomuk (rechts) und sind laut Dehio-Handbuch von Johann Walch (wahrscheinlich ist damit Anton Joseph Walch gemeint).
1783 erhielt die Kirche ihr heutiges Aussehen. Der qualitätvolle Stuck ist eine Gemeinschaftsleistung Pfrontener Stuckateure. Die höchsten Löhne erhielten Joseph Anton Geisenhof (1737–1797) und sein Sohn Johannes. Der Stuck umrahmt im Langhaus ein Deckengemälde von Joseph Keller (1740–1823). Es weist bereits Stilmerkmale des Klassizismus auf. Dargestellt ist die himmlische Gnade, die durch die Gottesmutter auf die Menschheit herabkommt.
Das Fresko in der Mitte des Chorraumes zeigt die Himmelfahrt Mariens. Es ist umrahmt von Medaillons mit Darstellungen aus dem Leben Mariens: Tempelgang, Verkündigung, Weissagung Simeons und Darstellung Jesu im Tempel. Die vier Bilder an der Brüstung der unteren Empore empfehlen Maria den Neugeborenen, Kranken, Sterbenden und Eheleuten als Nothelferin.
Die Orgel mit 12 Register stammt aus dem Jahr 1977 und wurde von Guido Nenninger erbaut.

## Opferstöcke
In Speiden gab es zwei Grundherren: Die Herrschaft Freyberg-Eisenberg und Freyberg-Hohenfreyberg. Die Gnadenkapelle und das Langhaus der Wallfahrtskirche stehen auf hohenfreybergischem, der Chor aber auf eisenbergischem Grund und Boden. Deshalb kam es zu langwierigen Differenzen zwischen den beiden Herrschaften um das Patronatsrecht über die Kirche. Wegen der Einnahmen aus den Opferstöcken einigte man sich pragmatisch. Sie können nur geleert werden, wenn drei Werkzeuge gleichzeitig eingesetzt werden. Eines hatte der Pfarrherr, das zweite der eisenbergische und das dritte der hohenfreybergische Amtmann (oder deren Stellvertreter). Wegen des Streites um das Patronatsrecht aber kamen nicht immer alle drei Parteien zum vereinbarten Termin, so dass die Opferstöcke oft randvoll waren. Das erfreute Spitzbuben, die mit Leimruten den Inhalt stahlen.